# Логовеж
Логовеж (рус. Логовежь) река је у централном делу Тверске области, на северозападу европског дела Руске Федерације. Протиче преко територија Спировског и Торжочког рејона. Лева је притока реке Тверце и део басена реке Волге и Каспијског језера.
Укупна дужина водотока је 71 километар, а површина сливног подручја око 765 km².